# Helmholtz-Gymnasium Heidelberg
Das Helmholtz-Gymnasium Heidelberg (kurz: HGH) ist ein Gymnasium in Heidelberg. Die Schule ist nach dem Naturwissenschaftler Hermann von Helmholtz benannt. Man bietet bilingualen Unterricht Englisch/Deutsch für Geographie, Geschichte und Biologie an, weshalb das Gymnasium vom Bildungsministerium Baden-Württemberg den Namenszusatz Partnerschule für Europa erhielt.
Das Helmholtz-Gymnasium ist eine Stützpunktschule für Molekularbiologie. Die Schule ist zusammen mit dem Olympiastützpunkt Rhein-Neckar und weiteren Schulen Teil des Verbundsystems Eliteschule des Sports, einer vom Deutschen Sportbund vergebenen Bezeichnung.

## Geschichte
Am 23. November 1835 wurde das Helmholtz als Höhere Bürgerschule gegründet. Es wurde im Gebäude des ehemaligen Jesuitenkollegs in der Kettengasse der Heidelberger Altstadt untergebracht.  Gründungsrektor war Daniel Louis (1798–1815), sein Nachfolger wurde 1851 mit dem Universalhistoriker Georg Weber ein Gelehrter von internationalem Rang, der bis 1872 amtierte und sich immer wieder vergeblich für die Aufwertung seiner Schule durch Aufstockung von sechs auf acht Jahrgangsstufen und Einführung des Lateinunterrichts als Pflichtfach einsetzte.  Erst am 31. Dezember 1884 bekam das damalige Helmholtz den Status Realschule zugesprochen. 1896 erfolgte die Umwandlung zur Oberrealschule, die zur Berechtigung des Studiums der Mathematik und Naturwissenschaften führte. Nach der Angliederung einer realgymnasialen Abteilung (1922), führte die Schule ab 1927 die Bezeichnung „Oberrealschule mit Gymnasium“. 1937 erhielt die Schule zum ersten Mal einen Namen: Philipp-Lenard-Schule, nach dem Physiker und Nobelpreisträger Philipp Lenard. In der Zeit des Dritten Reiches wurde die Schule im Zuge der Reichsschulreform 1938 in eine Oberschule für Jungen umgestaltet. Am 11. September 1945 wurde sie schließlich in Helmholtz-Gymnasium umbenannt, da der tief in nationalsozialistisches Gedankengut verstrickte Philipp Lenard, Vertreter einer Deutschen Physik und Verfasser eines vierbändigen Lehrwerks dieses Titels, der die Relativitätstheorie Albert Einsteins sowie die Quantenmechanik und die Heisenbergschen Unschärferelation aus antisemitischen Motiven als Ausdruck zersetzenden jüdischen Geistes und daher arischem Wesen nicht gemäß verwarf, als Leitfigur engstens an die Herrschaft der NS-Diktatur gebunden war und diese Funktion mit deren Beseitigung nicht nur eingebüßt hatte, sondern  nunmehr sogar als abschreckendes Beispiel ideologisch pervertierter Wissenschaft wahrgenommen wurde. Im Schuljahr 1968/1969 zog die Schule schließlich in ihr heutiges Schulhaus um.

## Besonderheiten

### Astronomisches Lehrzentrum
Das Helmholtz-Gymnasium besitzt ein astronomisches Lehrzentrum. Hier werden auch Schüler von anderen Heidelberger Schulen in Astronomie unterrichtet. Das Helmholtz besitzt auch ein Mini-Planetarium und eine Weltzeituhr.
Auf dem Schuldach befindet sich eine Kuppel, in der ein Teleskop untergebracht ist. Im astronomischen Lehrzentrum gibt es ein Foucaultsches Pendel (15 m Länge).

### Sprachen
Wenn ein Schüler Englisch bilingual gewählt hat, bekommt dieser ab Klasse 5 zu den fünf Unterrichtsstunden eine Stunde und in Klasse 6 zu den vier Unterrichtsstunden zwei Stunden mehr in englischer Sprache unterrichtet. Es gibt einen vorbereitenden (propädeutischen) Kurs für den englisch gehaltenen Erdkundeunterricht in Klasse 6 und 7. In Klasse 8 wird auch Geschichte und in Klasse 9 und 10 Biologie auf Englisch unterrichtet. In der Oberstufe kann ein fünfstündiger Biologiekurs auf Englisch gewählt werden. Am Ende gibt es ein Bilingual-Zertifikat oder das internationale Abitur Baden-Württemberg.
An der Schule finden auch AP-Prüfungen (nach dem Muster der Advanced-Placement-Prüfungen in den USA) statt, in denen Inhalte auf US-amerikanischem College-Niveau abgefragt werden.
Ein Schüleraustausch findet mit England und Frankreich statt.

### Sport
Das Helmholtz-Gymnasium bietet ab Klasse 8 neben dem naturwissenschaftlich-technischen Profil das sprachliche Schulprofil (Spanisch) und das Sportprofil. Wird das Sportprofil in Klasse 8 gewählt, bedeutet dies fünf Wochenstunden Sportunterricht, der zum Teil als Projektunterricht erteilt wird, und eine Stunde Sporttheorie (Trainingslehre, Bewegungslehre, Physiologie etc.). Sport ist dann drei Jahre lang Kernfach. Zusätzlich zum „normalen“ Unterricht in den Mannschaftssportarten Basketball, Fußball, Handball und Volleyball sowie den Einzelsportarten Gerätturnen, Leichtathletik und Schwimmen wird in Klasse 8 ein Ski-Landheimaufenthalt in Mayrhofen als verlagerter Unterricht angeboten (alpiner Skilauf, Snowboarding, Langlauf). Außerdem gibt es die Möglichkeit, eine Schülermentorenausbildung zu absolvieren. In der Kursstufe 1 und 2 kann Sport als vierstündiges Fach gewählt werden.

### Landheim
Das Helmholtz-Gymnasium besitzt ein schuleigenes Landheim in Unterhöllgrund im Odenwald. Die Klassen 5 und 6 besuchen es regelmäßig einmal im Jahr.

## Lehrer
- Georg Weber (1808–1888), Hauptlehrer für Geschichte und Sprachen seit dem Schuljahr 1838/39, Direktor von 1850 bis 1872.

## Schüler
- Walther Darré (1895–1953), Politiker (NSDAP), MdR
- Albert Speer (1905–1981), Kriegsverbrecher, Architekt, Rüstungsminister
- Louis Ferdinand Helbig (1935–2019), Germanist
- Theodor Hänsch (* 1941), Nobelpreisträger[6]
- Boris Becker (* 1967), Tennisspieler[7]